# Helina trochanterata
Helina trochanterata este o specie de muște din genul Helina, familia Muscidae. A fost descrisă pentru prima dată de Stein în anul 1914.
Este endemică în Kenya. Conform Catalogue of Life specia Helina trochanterata nu are subspecii cunoscute.